# Copa do Mundo de Críquete de 2007
A Copa do Mundo de Críquete de 2007 foi a nona edição do torneio e foi realizado nas Índias Ocidentais e teve 16 participantes. Os países que sediaram o torneio foram oito: Antígua e Barbuda, Barbados, Guiana, Granada, Jamaica, Santa Lúcia, São Cristóvão e Neves e Trindade e Tobago.

## Países Participantes
| África                              | Américas                               | Ásia                                    | Europa                                           | Oceania                     |
| ----------------------------------- | -------------------------------------- | --------------------------------------- | ------------------------------------------------ | --------------------------- |
| - África do Sul - Quênia - Zimbabwe | - Bermuda - Canadá - Índias Ocidentais | - Japão - Índia - Paquistão - Sri Lanka | - Escócia - Países Baixos - Inglaterra - Irlanda | - Austrália - Nova Zelândia |

## Resultados

### Grupo A
| Time          | Pts | J | V | E | D | SR | PLC    |
| ------------- | --- | - | - | - | - | -- | ------ |
| Austrália     | 6   | 3 | 3 | 0 | 0 | 0  | +3.433 |
| África do Sul | 4   | 3 | 2 | 0 | 1 | 0  | +2.403 |
| Países Baixos | 2   | 3 | 1 | 0 | 2 | 0  | −2.527 |
| Escócia       | 0   | 3 | 0 | 0 | 3 | 0  | −3.793 |

- 14 de março: Austrália 334/6 - 131/9 Escócia (Austrália ganhou por 203 corridas)
- 16 de março: África do Sul 353/3 - 132/9 Países Baixos (África do Sul ganhou por 221 corridas)
- 18 de março: Austrália 358/5 - 129(all out) Países Baixos (Austrália ganhou por 229 corridas)
- 20 de março: África do Sul 188/3 - 186/8 Escócia (África do Sul ganhou por 7 wickets)
- 22 de março: Países Baixos 140/2 - 136(all out) Escócia (Países Baixos ganharam por 8 wickets)
- 24 de março: Austrália 377/6 - 294(all out) África do Sul (Austrália ganhou por 83 corridas)

### Grupo B
| Time       | Pts | J | V | E | D | SR | PLC    |
| ---------- | --- | - | - | - | - | -- | ------ |
| Sri Lanka  | 6   | 3 | 3 | 0 | 0 | 0  | +3.493 |
| Bangladesh | 4   | 3 | 2 | 0 | 1 | 0  | −1.523 |
| Índia      | 2   | 3 | 1 | 0 | 2 | 0  | +1.206 |
| Bermudas   | 0   | 3 | 0 | 0 | 3 | 0  | −4.345 |

- 15 de março: Sri Lanka 321/6 - 78(all out) Bermuda (Sri Lanka ganhou por 243 corridas)
- 17 de março: Bangladesh 192/5 - 191(all out) Índia (Japão ganhou por 5 wickets)
- 19 de março: Índia 413/5 - 156(all out) Bermuda (Índia ganhou por 257 corridas)
- 21 de março: Sri Lanka 318/4 - 112(all out) Bangladesh (Sri Lanka ganou por 198 corridas)
- 23 de março: Sri Lanka 254/6 - 185(all out) Índia(Sri Lanka ganhou por 69 corridas)
- 25 de março: Bangladesh 96/3 - 94-9 Bermuda (Bangladesh ganhou por 7 wickets)

### Grupo C
| Time          | Pts | J | V | E | D | SR | PLC    |
| ------------- | --- | - | - | - | - | -- | ------ |
| Nova Zelândia | 6   | 3 | 3 | 0 | 0 | 0  | +2.138 |
| Inglaterra    | 4   | 3 | 2 | 0 | 1 | 0  | +0.418 |
| Quênia        | 2   | 3 | 1 | 0 | 2 | 0  | −1.194 |
| Canadá        | 0   | 3 | 0 | 0 | 3 | 0  | −1.389 |

- 14 de março: Quênia 203/3 - 199(all out) Canadá (Quênia ganhou por 7 wickets)
- 16 de março: Nova Zelândia 210/4 - 209/7 Inglaterra (Nova Zelândia ganhou por 6 wickets)
- 18 de março: Inglaterra 279/6 - 228/7 Canadá (Inglaterra ganhou por 51 corridas)
- 20 de março: Nova Zelândia 331/7 - 183(all out) Quênia (Nova Zelândia ganhou por 148 corridas)
- 22 de março: Nova Zelândia 363/5 - 249/9 Canadá (nova Zelândia ganhou por 114 corridas)
- 24 de março: Inglaterra 178/3 - 177(all out) Quênia (Inglaterra ganhou por 7 wickets)

### Grupo D
| Time              | Pts | J | V | E | D | SR | PLC    |
| ----------------- | --- | - | - | - | - | -- | ------ |
| Índias Ocidentais | 6   | 3 | 3 | 0 | 0 | 0  | +0.764 |
| Irlanda           | 3   | 3 | 1 | 1 | 1 | 0  | −0.092 |
| Paquistão         | 2   | 3 | 1 | 0 | 2 | 0  | +0.089 |
| Zimbabwe          | 1   | 3 | 0 | 1 | 2 | 0  | −0.886 |

- 13 de março: Índias Ocidentais 241/9 - 187(all out) Paquistão (Índias Ocidentais ganhou por 54 corridas)
- 15 de março: Zimbábue 221/9 - 221(all out) Irlanda (Empate)
- 17 de março: Irlanda 133/7 - 132(all out) Paquistão (Irlanda ganhou por 3 wickets)
- 19 de março: Índias Ocidentais 204/4 - 202/5 Zimbábue (Índias Ocidentais ganhou por 6 wickets)
- 21 de março: Paquistão 439(all out) - 99(all out) Zimbábue (Paquistão ganhou por 93 corridas)
- 23 de março: Índias Ocidentais 190/2 - 183/8 Irlanda (Índias Ocidentais ganhou por 8 wickets)

### Super 8
| Time              | Pts | J | V | E | D | SR | CP   | OE    | CC   | OA    | PLC    |
| ----------------- | --- | - | - | - | - | -- | ---- | ----- | ---- | ----- | ------ |
| Austrália         | 14  | 7 | 7 | 0 | 0 | 0  | 1725 | 266.1 | 1314 | 322   | +2.4   |
| Sri Lanka         | 10  | 7 | 5 | 0 | 2 | 0  | 1586 | 301.1 | 1275 | 337   | +1.483 |
| Nova Zelândia     | 10  | 7 | 5 | 0 | 2 | 0  | 1378 | 308   | 1457 | 345.1 | +0.253 |
| África do Sul     | 8   | 7 | 4 | 0 | 3 | 0  | 1561 | 299.1 | 1635 | 333.2 | +0.313 |
| Inglaterra        | 6   | 7 | 3 | 0 | 4 | 0  | 1557 | 344.4 | 1511 | 307.4 | -0.394 |
| Índias Ocidentais | 4   | 7 | 2 | 0 | 5 | 0  | 1595 | 338.1 | 1781 | 337.1 | -0.566 |
| Bangladesh        | 2   | 7 | 1 | 0 | 6 | 0  | 1084 | 318   | 1398 | 284   | -1.514 |
| Irlanda           | 2   | 7 | 1 | 0 | 6 | 0  | 1111 | 333   | 1226 | 242   | -1.73  |

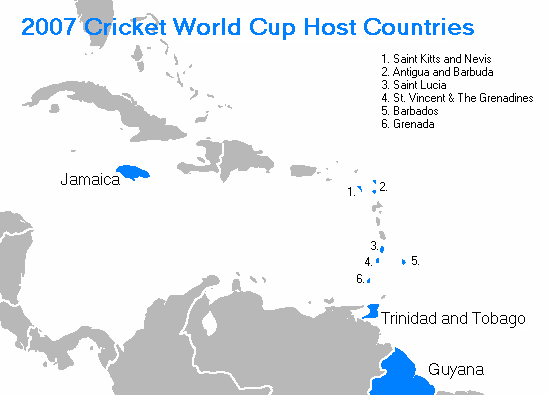
Países que sediaram o torneio em 2006

- 27 de março: Austrália 322/6 - 219(all out) Índias Ocidentais (Austrália ganhou por 103 corridas)
- 28 de março: Sri Lanka 209(all out) - 212/9 África do Sul (África do Sul ganhou por 1 wicket)
- 29 de março: Índias Ocidentais 177(all out) - 179/3 Nova Zelândia (Nova Zelândia ganhou por 7 wickets)
- 30 de março: Inglaterra 266/7 - 218(all out) Irlanda (Inglaterra ganhou por 48 corridas)
- 31 de março: Bangladesh 104/6 - 106/0 Austrália (Austrália ganhou por 10 wickets)
- 1 de abril: Sri Lanka 303/5 - 190(all out) Índias Ocidentais (Sri Lanka ganhou por 113 corridas)
- 2 de abril: Bangladesh 174(all out) - 178/1 Nova Zelândia (Nova Zelândia ganhou por 9 wickets)
- 3 de abril: Irlanda 152/8 - 165/3 África do Sul (África do Sul ganhou por 7 wickets (método D/L))
- 4 de abril: Sri Lanka 235(all out) - 233/8 Inglaterra (Sri Lanka ganhou por 2 corridas)
- 7 de abril: Bangladesh 251/8 - 184(all out) África do Sul (Bangladesh ganhou por 67 corridas)
- 8 de abril: Inglaterra 247(all out) - 248/3 Austrália (Austrália ganhou por 7 wickets)
- 9 de abril: Nova Zelândia 263/8 - 134(all out) Irlanda (Nova Zelândia ganhou por 129 corridas)
- 10 de abril: África do Sul 356/4 - 289/9 Índias Ocidentais (África do Sul ganhou por 67 corridas)
- 11 de abril: Bangladesh 143(all out) - 147/6 Inglaterra (Inglaterra ganhou por 4 wickets)
- 12 de abril: Nova Zelândia 219/7 - 222/4 Sri Lanka (Sri Lanka ganhou por 6 wickets)
- 13 de abril: Irlanda 91(all out) - 92/1 Austrália (Austrália ganhou por 9 wickets)
- 14 de abril: África do Sul 193/7 - 196/5 Nova Zelândia (Nova Zelândia ganhou por 5 wickets)
- 15 de abril: Irlanda 243/7 - 169(all out) Bangladesh (Irlanda ganhou por 74 corridas)
- 16 de abril: Sri Lanka 226(all out) - 232/3 Austrália (Austrália ganhou por 7 wickets)
- 17 de abril: Inglaterra 154(all out) - 157/1 África do Sul (África do Sul ganhou por 9 wickets)
- 18 de abril: Irlanda 77(all out) - 81/2 Sri Lanka (Sri Lanka ganhou por 8 wickets)
- 19 de abril: Índias Ocidentais 230/5 - 131(all out) Bangladesh (Índias Ocidentais ganhou por 99 corridas)
- 20 de abril: Austrália 348/6 - 133(all out) Nova Zelândia (Austrália ganhou por 215 corridas)
- 21 de abril: Índias Ocidentais 300(all out) - 301/9 Inglaterra (Inglaterra ganhou por 1 wicket)

### Fase Final
|  | Semifinal                                                         | Semifinal |       |  | Final                                               | Final |  |
|  |                                                                   |           |       |  |                                                     |       |  |
|  | 24 de Abril – Sabina Park, Kingston, Jamaica                      |           |       |  |                                                     |       |  |
|  | 2 Sri Lanka                                                       | 289/5     |       |  |                                                     |       |  |
|  | 3 Nova Zelândia                                                   | 208       |       |  |                                                     |       |  |
|  |                                                                   |           |       |  |                                                     |       |  |
|  |                                                                   |           |       |  | 28 de Abril – Kensington Oval, Bridgetown, Barbados |       |  |
|  |                                                                   |           |       |  | Sri Lanka                                           | 215/8 |  |
|  |                                                                   | Austrália | 281/4 |  |                                                     |       |  |
|  |                                                                   |           |       |  |                                                     |       |  |
|  |                                                                   |           |       |  |                                                     |       |  |
|  |                                                                   |           |       |  |                                                     |       |  |
|  | 25 de Abril – Beausejour Stadium, Gros Islet Quarter, Santa Lúcia |           |       |  |                                                     |       |  |
|  | 1 Austrália                                                       | 153/3     |       |  |                                                     |       |  |
|  | 4 África do Sul                                                   | 149       |       |  |                                                     |       |  |

#### Semifinal
- 24 de abril: Sri Lanka 289/5 - 208 Nova Zelândia
- 25 de abril: Austrália 153/3 - 149 África do Sul

#### Final
- 28 de abril: Austrália 281/4 - 215/8 Sri Lanka (Austrália ganhou por 53 corridas (Método D/L))